# Сиротинин, Николай Владимирович
Никола́й Влади́мирович Сироти́нин (7 марта 1921, Орёл — 17 июля 1941, Кричев, Белорусская ССР) — старший сержант артиллерии. 17 июля 1941 года, во время Смоленского сражения, прикрывая отступление своего полка, в одном бою, согласно ряду источников, в одиночку уничтожил 11 танков, 7 бронемашин, 57 солдат и офицеров противника.

## Биография
До войны работал на заводе «Текмаш» в Орле. Призван в РККА 5 октября 1940 года, проходил службу в Полоцке. Член ВЛКСМ.
По одним данным, 22 июня 1941 года получил лёгкое ранение при авианалёте. Служил наводчиком орудия в составе 6-й стрелковой дивизии или 55-го стрелкового полка 17-й стрелковой дивизии.
Под натиском 4-й танковой дивизии Гейнца Гудериана, которой командовал фон Лангерман, части 13-й армии отступали, а вместе с ними и полк Сиротинина. 17 июля 1941 года командир батареи принял решение оставить у моста через реку Добрость на 476-м километре шоссе Москва — Варшава одно орудие с расчётом из двух человек и боекомплектом в 60 снарядов прикрывать отступление с задачей задержать танковую колонну. Одним из номеров расчёта стал сам комбат; вторым добровольно вызвался Николай Сиротинин.
Орудие было замаскировано на холме в густой ржи; позиция позволяла хорошо просматривать шоссе и мост. Когда на рассвете показалась колонна немецкой бронетехники, Николай первым выстрелом подбил вышедший на мост головной танк, а вторым — замыкающий колонну бронетранспортёр, тем самым создав пробку на дороге. Командир батареи получил ранение и, поскольку боевая задача была выполнена, отошёл в сторону советских позиций. Однако Сиротинин отказался отступать, поскольку при пушке по-прежнему оставалось значительное количество неизрасходованных снарядов.
Немцы предприняли попытку расчистить затор, стащив подбитый танк с моста двумя другими танками, но и они были подбиты. Бронемашина, попытавшаяся преодолеть реку вброд, увязла в болотистом берегу, где была уничтожена. Немцам долго не удавалось определить местоположение хорошо замаскированного орудия; они считали, что бой с ними ведёт целая батарея. Бой продолжался два с половиной часа, за это время было уничтожено 11 танков, 7 бронемашин, 57 солдат и офицеров.
К моменту, когда позиция Николая была обнаружена, у него осталось всего три снаряда. На предложение сдаться Сиротинин ответил отказом и отстреливался из карабина до последнего.
По другой версии, Сиротинин служил в 55-м стрелковом полку, но оказался отрезанным от своей части. Вечером 24 июня в районе реки Дитва была оставлена стрелковая рота в качестве тыловой походной заставы, которая не вернулась в полк (со слов майора Скрипки, командира 55-го полка). Николай мог оказаться одним из выживших и добраться за 14-17 дней до Сокольничей, где и была на тот момент линия фронта, после чего присоединился к противотанковой батарее 6-й стрелковой дивизии. Свидетели подтверждают появление Коли в Сокольничах около 9-10 июля. О нём воспоминания у жителей Сокольничи очень яркие, поскольку до боя 17 июля он помогал по хозяйству в одном из дворов. 45-мм орудие Сиротинина не было оставлено одно для прикрытия, а вело 17 июля бой в составе батареи, которая действовала совместно с 2-м батальоном 409-го стрелкового полка 137-й стрелковой дивизии, но остальные орудия батареи были уничтожены. После отхода батальона Сиротинин остался один и вёл бой с наступающей колонной немецкой бронетехники

17 июля 1941 года. Сокольничи, близ Кричева. Вечером хоронили неизвестного русского солдата. Он один стоял у пушки, долго расстреливал колонну танков и пехоту, так и погиб. Все удивлялись его храбрости… Оберст перед могилой говорил, что если бы все солдаты фюрера дрались, как этот русский, то завоевали бы весь мир. Три раза стреляли залпами из винтовок. Всё-таки он русский, нужно ли такое преклонение?— Из дневника обер-лейтенанта 4-й танковой дивизии Фридриха Хёнфельда

Во второй половине дня немцы собрались у места, где стояла пушка Сиротинина. Туда же заставили прийти и нас, местных жителей. Мне, как знающей немецкий язык, главный немец лет пятидесяти с орденами, высокий, лысый, седой, приказал переводить его речь местным людям. Он сказал, что русский очень хорошо сражался, что если бы немцы так воевали, то давно уже взяли бы Москву, что так должен солдат защищать свою Родину — фатерланд…— показания Ольги Вержбицкой, жительницы села Сокольничи
Похоронен в братской могиле на берегу реки Сож в городе Кричеве на улице, названной его именем.

## Награды и звания
- В 1960 году Сиротинин был посмертно награждён орденом Отечественной войны I степени[1].
- Н. В. Сиротинин так и не был представлен к званию Героя Советского Союза. По словам родственников, для оформления документов нужна была фотография, но единственная имевшаяся у родных фотокарточка была утеряна в эвакуации[3][1]. Согласно официальному ответу Главного управления кадров Министерства обороны СССР, для представления Н. В. Сиротинина к высокому званию нет оснований, поскольку в годы войны вышестоящим командованием не было принято такого решения, а в послевоенные годы повторно рассматривались только нереализованные представления[11].

## Память
- В 1948 году останки Николая Сиротинина были перезахоронены в братской могиле[1] (согласно данным учётной карточки воинского захоронения на сайте ОБД Мемориал — в 1943 году), на которой установлен памятник в виде скульптуры солдата, скорбящего о погибших товарищах, а на мраморных досках в списке захороненных указана фамилия Сиротинина Н. В.
- В 1961 году на месте подвига вблизи д. Сокольничи у шоссе установлен памятник в виде обелиска с именем героя, возле которого на постаменте установлено настоящее 76-мм орудие[12]. В городе Кричеве и Сокольничах именем Сиротинина названы улицы.
- На заводе «Текмаш» в Орле установлена мемориальная доска с краткой справкой о Н. В. Сиротинине.
- В музее боевой славы в средней школе № 17 города Орла имеются материалы, посвящённые Н. В. Сиротинину[13].
- В 2015 году совет школы № 7 города Орла ходатайствовал о присвоении школе имени Николая Сиротинина. На торжественных мероприятиях присутствовала сестра Николая Таисия Владимировна. Имя для школы выбиралось самими учащимися на основе проделанной ими поисково-информационной работы[14].
- Н. В. Сиротинину посвящены песня Сергея Тимошенко «Один в поле воин» и песня группы «Ратибор» «Подвиг артиллериста».
- В музее Сокольничcкой школы, который, как и пионерский отряд, носит имя Сиротинина, Николаю отведена центральная экспозиция.[15]
- В музеях в Кричеве, в Сокольничах есть копия портрета Сиротинина. Рисунок в 1990-е годы сделал по памяти один из его боевых товарищей.[15]

## Семья
- Отец — Владимир Кузьмич Сиротинин (1888—1961), машинист паровоза[4].
- Мать — Елена Корнеевна Сиротинина (1898—1963), домохозяйка[4].
- Похоронены на Афанасьевском кладбище в г. Орле.

В семье Сиротининых было пятеро детей, в том числе:
- Сестра — Кира Владимировна (1919—1997).
- Сестра — Таисия Владимировна Шестакова (Сиротинина) (1923—2015).
- Брат — Вениамин Владимирович Сиротинин[3] (1927—1992).
- Сестра — Нина Владимировна Сизонова (Сиротинина)[3] (род. 03.01.1930) проживает в городе Орле.

## Мнения, оценки
Когда сестре Николая репортёры задали вопрос, почему именно Николай вызвался прикрывать отступление дивизии, Таисия Владимировна ответила: «Мой брат не мог поступить иначе».

## Документы
- Kriegstagebuch (KTB) 4 pz div за 16 и 17 июля 1941. NARAT315 R195
- Поименный список немецких потерь 17 июля 1941 в районе Кричева
- Сиротинин Николай Владимирович //   ЦАМО. Ф. 58. Оп. 977531. Д. 39. Л. 93 (Документ, уточняющий потери). — Управление по учёту персональных потерь.